# Trémargat
Trémargat (bret. Tremargad) – miejscowość i gmina we Francji, w regionie Bretania, w departamencie Côtes-d’Armor.
Według danych na rok 1990 gminę zamieszkiwały 152 osoby, a gęstość zaludnienia wynosiła 11 osób/km² (wśród 1269 gmin Bretanii Trémargat plasuje się na 1013. miejscu pod względem liczby ludności, natomiast pod względem powierzchni na miejscu 708.).